# Allocosa montana
Allocosa montana este o specie de păianjeni din genul Allocosa, familia Lycosidae, descrisă de Roewer, 1959.
Este endemică în Tanzania. Conform Catalogue of Life specia Allocosa montana nu are subspecii cunoscute.